# Strandblocklav
Strandblocklav (Porpidia hydrophila) är en lavart som först beskrevs av Elias Fries och som fick sitt nu gällande namn av Hannes Hertel och Adolf Josef Schwab. 
Strandblocklav ingår i släktet Porpidia och familjen Lecideaceae.  Arten är reproducerande i Sverige. Inga underarter finns listade i Catalogue of Life.